# Sierra Ferrell
 (mai 2025).
Sierra Ferrell, née le 3 août 1988 à Charleston, est une auteure-compositrice-interprète et chanteuse de musique country américaine. Sa musique est influencée par le bluegrass, le folk et le jazz manouche.

## Biographie
Originaire d'une famille de Virginie occidentale, elle commence à voyager à partir de ses vingt ans aux États-Unis, gagnant sa vie comme artiste de rue. Après avoir vécu à Seattle ou à la Nouvelle-Orléans, elle s'installe finalement à Nashville , où elle se produit sur scène.
En 2019, elle signe un contrat avec le label Rounder Records. En 2021, elle sort son premier album, Long Time Coming. En 2025, elle remporte quatre Grammy Awards lors de la 
67e cérémonie dans la catégorie American Roots

## Discographie
- 2018 : Pretty Magic Spell, Opika/Independent
- 2019 : Washington by the Sea, Opika/Independent
- 2021 : Long Time Coming, Rounder
- 2024 : Trail of Flowers, Rounder